# Schoenherria philippinica
Schoenherria philippinica är en skalbaggsart som beskrevs av Brenske 1894. Schoenherria philippinica ingår i släktet Schoenherria och familjen Melolonthidae. Inga underarter finns listade i Catalogue of Life.